# Cristie
Cristina Sanchez Ruiz (artiestennaam Cristie) (Fuengirola, 31 mei 1978) is een Spaanse zangeres en flamenco-danseres en als zodanig actief in het Spaanse televisieprogramma Operación Triunfo, vergelijkbaar met Idols.

## Biografie
Cristina Sanchez groeide op in Fuengirola, in Andalusië en zodanig heeft ze de flamenco van kinds af aan meegekregen.

## Discografie

### Albums
- Puro Teatro
- Con La Suerte En Los Tacones. Dit album bevat een mix van R&B/Soul en flamenco.

### Singles / Duets
- 2002 - No Quiero Sufrir
- 2003 - No Te Dejare Jamas (Tony Santos featuring Cristie)
- 2004 - Pal Infierno
- 2005 - Amame
- 2006 - Marbella
- 2006 - Apunta mi Teléfono